# Santa Cecília d'Ancs
Santa Cecília d'Ancs és l'església parroquial del poble d'Ancs, de l'antic terme municipal de Montcortès de Pallars, i de l'actual de Baix Pallars, a la comarca del Pallars Sobirà. Està situada en el mateix poble d'Ancs, a la part baixa de la petita població.
És un temple gran, de tres naus, amb absis quadrat, que no es destaca del conjunt de la nau, i un campanar alt i estret a l'angle sud-est del temple.